# بيرت غروسمان
بيرت غروسمان (بالإنجليزية: Burt Grossman)‏ هو لاعب كرة قدم أمريكية أمريكي، ولد في 10 أبريل 1967 في فيلادلفيا في الولايات المتحدة.

## وصلات خارجية
- بيرت غروسمان على موقع مرجع كرة القدم المحترفة.كوم (الإنجليزية)